# 2002
Het jaar 2002 is een jaartal volgens de christelijke jaartelling.
2002 is een spiegeljaar. Het vorige spiegeljaar was 1991, het volgende is 2112.

## Gebeurtenissen
Zie voor meer gebeurtenissen de maandartikelen in de infobox.

### januari
- 1 - De euro wordt ingevoerd als chartaal geldmiddel in twaalf van de vijftien Europese landen die zijn aangesloten bij de EU: België, Duitsland, Finland, Frankrijk, Griekenland, Ierland, Italië, Luxemburg, Nederland, Oostenrijk, Portugal en Spanje. In het girale geldverkeer was de euro al ingevoerd op 1 januari 1999.
- 1 - Spanje neemt het voorzitterschap van de Europese Unie over van België.
- 1 - Eduardo Duhalde wordt benoemd tot nieuwe president van Argentinië.
- 17 - De Nyiragongo-vulkaan in Congo komt tot uitbarsting.
- 27 - Jennifer Capriati prolongeert haar titel op de Australische Open Tenniskampioenschappen. In de herhaling van de finale van een jaar eerder verslaat de Amerikaanse tennisspeelster in Melbourne haar Zwitserse collega Martina Hingis: 4-6, 7-6 en 6-2.

### februari
- 2 - De Nederlandse kroonprins Willem-Alexander huwt de Argentijnse Máxima Zorreguieta in de Beurs van Berlage (burgerlijk huwelijk) en de Nieuwe Kerk (kerkelijk huwelijk) in Amsterdam.
- 7 - Voor het eerst wordt aan een Nederlands restaurant een derde ster toegekend, namelijk aan Parkheuvel in Rotterdam met chef-kok Cees Helder.
- 8 - 24 februari: Olympische Winterspelen in Salt Lake City, Utah, VS.
- 18 - 6 maart: In het spraakmakende Belgische proces "zaak-Pándy" zijn zowel Andras Pandy als Agnes Pandy over heel de lijn schuldig bevonden aan de ten laste gelegde feiten en krijgen ze zware straffen.
- 22 - Jonas Savimbi, leider van UNITA in Angola, wordt door het Angolese leger gedood.
- 23 - Íngrid Betancourt, Colombiaans presidentskandidate, wordt door de communistische guerrillabeweging de FARC ontvoerd.
- 25 - Venus Williams lost Jennifer Capriati na zes weken af als de nummer één op de wereldranglijst der proftennissters; de Amerikaanse moet die positie na drie weken alweer afstaan aan diezelfde landgenote.
- 28 - Einde van de Belgische frank en de Nederlandse gulden.
- februari: Bij het Joegoslavië-tribunaal begint het proces tegen Slobodan Milošević.
- februari: De Indiase deelstaat Gujarat is het toneel van hevige onlusten tussen hindoes en moslims. Nadat in Godhra een trein met hindoepelgrims is uitgebrand, met 59 doden als gevolg, richten hindoes moordpartijen aan in wijken waar veel moslims wonen. Meer dan 1000 moslims komen daarbij om het leven. De deelstaatregering grijpt pas in als het te laat is.

### maart
- 6 - Gemeenteraadsverkiezingen in Nederland. Deze staan in het teken van de opkomst van de zogeheten Leefbaar-partijen. Zo wint in Rotterdam Pim Fortuyn met zijn partij Leefbaar Rotterdam.
- 6 - Voor het eerst worden burgemeestersreferenda gehouden. In Vlaardingen wint Tjerk Bruinsma (PvdA) en in Best Letty Demmers (D66).
- 9 - Titelverdediger Nederland eindigt als derde bij het WK hockey in Kuala Lumpur door in de troostfinale met 2-1 te winnen van Zuid-Korea.
- 11 - Een verwarde man gijzelt de Rembrandttoren in Amsterdam uit onvrede over de breedbeeldtelevisie van Philips en pleegt later zelfmoord.
- 11 - Brand in meisjesschool te Mekka. Hierbij komen 15 meisjes om het leven.
- 18 - Bij een ernstig busongeval in het Franse Metz verongelukken 7 mensen, onder wie 5 Nederlanders.
- 20 - Start van het VOC-herdenkingsjaar.
- 21 - Koning Mohammed VI van Marokko trouwt met Salma Bennani.
- 25 - Bij een zware aardbeving in Afghanistan komen acht- tot twaalfhonderd mensen om het leven.
- 30 - Elizabeth Bowes-Lyon, bijgenaamd Queen Mum (de "Britse koningin-moeder"), overlijdt op 101-jarige leeftijd.

### april
- 1 - In Groningen verschijnt de eerste editie van het Dagblad van het Noorden, een samenvoeging van het Nieuwsblad van het Noorden, het Groninger Dagblad en de Drentse Courant.
- 6 - Het Franse rugbyteam wint het prestigieuze Zeslandentoernooi voor mannen door Ierland in de afsluitende wedstrijd met 44-5 te verslaan.
- 10 - Presentatie van het NIOD-rapport over het 'Drama van Srebrenica'
- 12 - President Chavez van Venezuela wordt afgezet door de CIA.
- 14 - Xanana Gusmão wordt gekozen tot eerste president van Oost-Timor.
- 14 - Hugo Chávez wordt opnieuw president van Venezuela.
- 16 - Het Nederlandse kabinet-Kok II (Paars II) valt over de nasleep van 'Srebrenica'.
- 18 - Een sportvliegtuigje vliegt tegen het Pirelli-gebouw in Milaan.
- 18 - Ex-koning Zahir Shah van Afghanistan keert terug uit ballingschap.
- 21 - Bij de presidentsverkiezingen in Frankrijk barst de strijd los tussen Jacques Chirac en Jean-Marie Le Pen.
- 24 - Vrijspraak in de Puttense moordzaak.
- 26 - FC Zwolle wordt kampioen van de Gouden Gids Divisie en keert na 13 jaar terug in de Eredivisie.
- 28 - Michele Bartoli wint de 37ste editie van Nederlands enige wielerklassieker, de Amstel Gold Race.

### mei
- 5 - Laatste ronde Franse presidentsverkiezingen: de zittende president Jacques Chirac wint met 82% van de stemmen van zijn extreem-nationalistische rivaal Jean-Marie Le Pen (18%). Deze had in de eerste ronde onder meer de socialistische kandidaat Lionel Jospin verslagen.
- 5 - Ajax wordt kampioen van de eredivisie seizoen 2001/2002.
- 6 - De Nederlandse politicus Pim Fortuyn wordt op het Hilversumse Mediapark vermoord.
- 8 - Feyenoord wint in de eigen Kuip voor de tweede keer de UEFA Cup door Borussia Dortmund met 3-2 te verslaan.
- 11 - Bij het wereldkampioenschap ijshockey voor A-landen in Zweden behaalt Slowakije voor het eerst in de geschiedenis de wereldtitel door Rusland in de finale met 4-3 te verslaan.
- 12 - De Amerikaanse oud-president Jimmy Carter brengt een zesdaags bezoek aan Cuba.
- 15 - Tweede Kamerverkiezingen in Nederland leiden tot een politieke aardverschuiving. De Lijst Pim Fortuyn komt binnen met 26 zetels, terwijl ook het CDA fors wint. De verliezers zijn de partijen van de paarse coalitie.
- 15 - Real Madrid wint de Champions League. In de finale in Glasgow is de Spaanse voetbalclub met 2-1 te sterk voor het Duitse Bayer 04 Leverkusen.
- 20 - Oost-Timor wordt een onafhankelijke republiek.
- 20 - Hockeyclub 's-Hertogenbosch verliest in de finale van het Europa Cup I-toernooi in Antwerpen na strafballen (0-3) van het Duitse Club an der Alster.
- 24 - George W. Bush en Vladimir Poetin tekenen een ontwapeningsakkoord.
- 26 - Sparta degradeert uit de eredivisie van het Nederlandse voetbal. Tot dan waren Sparta, Ajax, Feyenoord en PSV de enige verenigingen die sinds de oprichting van het betaald voetbal in Nederland altijd in de eredivisie actief waren.
- 28 - Bert De Graeve neemt ontslag als gedelegeerd bestuurder bij de VRT.
- 28 - In Nederland wordt Frans Weisglas voorzitter van de nieuwe Tweede Kamer.

### juni
- 8 - Prinses Laurentien bevalt 8 juni van haar eerste kind Gravin Eloise Sophie Beatrix Laurence.
- 13 - Hamid Karzai wordt gekozen tot president van Afghanistan.
- 16 - De hockeysters van Hockeyclub 's-Hertogenbosch winnen de vijfde landstitel op rij in de Nederlandse hoofdklasse door HC Rotterdam met 4-1 te verslaan in het derde duel uit de finale van de play-offs.
- 19 - HC Bloemendaal herovert de landstitel in de Nederlandse hockeyhoofdklasse door Amsterdam met 2-1 te verslaan in de tweede wedstrijd uit de finale van de play-offs.
- 24 - Ontvoering van Kara Robinson Chamberlain door Richard Evonitz. Chamberlain weet 18 uur later te ontsnappen.
- 26 - Uitgeroepen door de VN tot Wereld Anti-Drugsdag. In China worden 64 mensen veroordeeld en geëxecuteerd omdat zij volgens de autoriteiten in drugs handelden.
- 27 - John Entwistle, bassist van The Who overlijdt op 57-jarige leeftijd. Cocaïnegebruik en een zwak hart werden hem fataal.
- 28 - CDA, LPF en VVD bereiken een regeerakkoord.
- 28 - Karel Vinck wordt de nieuwe gedelegeerd bestuurder van de NMBS.
- 30 - Brazilië wint in Yokohama de wereldtitel door Duitsland met 2-0 te verslaan in de finale van het WK voetbal.

### juli
- 1 – Het Internationaal Strafhof treedt in werking.
- 1 - Denemarken volgt Spanje op als voorzitter van de Europese Unie.
- 1 - Bert Anciaux neemt ontslag als minister uit de Vlaamse regering.
- 1 - Het Slavernijmonument wordt onthuld in het Oosterpark te Amsterdam.
- 2 - Een Russische Tupolev en een vliegtuig van DHL botsen in Duitsland. Er vallen 69 doden.
- 3 - CDA, LPF en VVD stemmen in met het regeerakkoord.
- 4 - CDA-leider Jan Peter Balkenende wordt benoemd tot formateur.
- 4 - De Amerikaanse zakenman Steve Fossett landt in Australië nadat hij solo rond de wereld is gevlogen in een luchtballon.
- 6 - Vicepresident Haji Abdul Qadir van Afghanistan wordt vermoord.
- 7 - De Nederlandse staatssecretaris van Natuurbehoud Geke Faber laat in het Overijsselse natuurgebied De Weerribben de eerste otters los van een groep van veertig dieren uit Oost-Europa, waarmee de herintroductie van de soort is begonnen.
- 8 - Serena Williams lost haar zus Venus Williams na vier weken af als de nummer één op de wereldranglijst der proftennissters.
- 9 - Afrikaanse Unie opgericht in Durban.
- 11 - In Vlaanderen wordt zevenhonderd jaar Guldensporenslag gevierd.
- 14 - Op de nationale feestdag vindt een mislukte aanslag plaats op de Franse president Jacques Chirac.
- 14 - Karsten Kroon wint de achtste etappe in de Ronde van Frankrijk: St. Martin-de-Landelles naar Plouay.
- 22 - Lichte aardschok in België van 5,1 op de schaal van Richter.
- 22 - Installatie van het kabinet-Balkenende I in Nederland.
- 22 - staatssecretaris Philomena Bijlhout (LPF) treedt al na enkele uren af.
- 24 - Michael Boogerd wint de Alpen-etappe in de Ronde van Frankrijk naar La Plagne.
- 27 - Bij Lviv (Oekraïne) stort een Sukhoi-27 tijdens een vliegshow neer in het publiek. Er vallen meer dan 80 doden.

### augustus
- 1 - De lichamen van Marion en Romy van Buuren, die vijf jaar vermist waren, worden gevonden in de duinen van Egmond en Bergen.
- 7 - Álvaro Uribe wordt beëdigd als president van Colombia.
- 2e helft augustus: In Oostenrijk, Tsjechië en Duitsland vinden door overvloedige regenval de grootste overstromingen in 100 jaar tijd plaats. Vooral het stroomgebied van de Elbe heeft eronder te lijden.
- 12 - Arjan Erkel (Artsen zonder Grenzen) wordt ontvoerd in de Russische republiek Dagestan.
- 20 - In Amersfoort ontstaat een lek in een tankwagon gevuld met het giftige en explosieve acrylnitril. De sirenes loeien en de omgeving wordt afgezet.
- 24 - Apple brengt Mac OS X 10.2 Jaguar uit.
- 26 - 4 september: Wereldtop voor duurzame ontwikkeling in Johannesburg, Zuid-Afrika. Dit is de grootste VN-conferentie tot dan toe.
- 27 - Hage Geingob wordt ontslagen als premier door president Sam Nujoma van Namibië.

### september
- 1 - In Macau eindigt de Nederlandse vrouwenhockeyploeg als derde bij de strijd om de Champions Trophy.
- 5 - President Karzai van Afghanistan blijft ongedeerd bij een aanslag. Meer dan 30 andere personen komen om.
- 8 - Een aantal ministers van de FPÖ stapt uit de ÖVP-FPÖ-regering. Er worden nieuwe verkiezingen aangekondigd.
- 8 - Khee Liang Phoa (LPF) wordt beëdigd als staatssecretaris van Emancipatie.
- 8 - In Keulen wint de Nederlandse hockeyploeg voor de zesde keer de Champions Trophy.
- 10 - De bevolking van Zwitserland stemt in met toetreding tot de Verenigde Naties.
- 13 - President George W. Bush van de Verenigde Staten van Amerika roept de Verenigde Naties op Irak te dwingen tot ontwapening.
- 16 - Irak stemt 'onvoorwaardelijk' in met hervatting van de wapeninspecties van de Verenigde Naties.
- 18 - De Franse oorlogsmisdadiger Papon wordt vervroegd vrijgelaten.
- 22 - Verkiezingen in Duitsland. Herverkiezing van de zittende coalitie van de SPD van Gerhard Schröder en de Grünen, die flinke winst boeken.
- 26 - Voor de kust van Gambia vergaat een Senegalese veerboot, waarbij meer dan duizend mensen verdrinken. De ramp leidt tot het ontslag van de Senegalese regering.
- 28 - Het Zuid-Afrikaans voetbalelftal wint de zesde editie van de COSAFA Cup door in de finale (over twee wedstrijden) Malawi te verslaan.

### oktober
- Op aandringen van de Verenigde Staten oefenen de Verenigde Naties druk uit op Irak om wapeninspecteurs toe te laten, wat resulteert in de Veiligheidsraadresolutie 1441. Irak accepteert dit zeer aarzelend. Een team van wapencontroleurs, onder leiding van Hans Blix begint zijn werk.
- 6 - Prins Claus overlijdt op 76-jarige leeftijd in het Amsterdam Medisch Centrum aan de gevolgen van de ziekte van Parkinson en een longontsteking.
- 6 - Voor de kust van Jemen vindt er een explosie door een terreuraanslag plaats op de Franse olietanker Limburg. Eén Bulgaars bemanningslid kwam hierbij om het leven, de rest van de bemanning bleef ongedeerd. De olietanker brandde volledig uit.
- 12 - Bij een bomaanslag op Bali vallen 202 doden.
- 16 - Het Nederlandse kabinet-Balkenende I valt.
- 23 - In Moskou houden Tsjetsjeense rebellen meer dan 500 mensen gegijzeld in een theater. Bij de reddingsactie op 26 oktober komen 50 gijzelnemers en 100 gegijzelden om.
- 24 - Op bevel van de Brugse burgemeester Patrick Moenaert wordt het Lappersfortbos ontruimd.
- 29 - De broers Bas en Aad van Toor maken bekend te stoppen als Bassie en Adriaan met voorafgaand een lange afscheidstournee.
- 30 - 10 november: Ruimtevlucht van de tweede Belgische ruimtevaarder, Frank De Winne.

### november
- 22 - Bij hevige rellen in de Nigeriaanse stad Kaduna worden 58 kerken verwoest. In totaal komen 216 mensen om het leven bij deze rellen, die bekend zijn geworden als de 'Miss World-rellen', doordat ze volgden op de verkiezing van Miss World in Nigeria.
- 30 - De stoffelijke resten van de Franse schrijver Alexandre Dumas senior worden overgebracht naar het Panthéon.

### december
- 6 - Bomaanslag op een bioscoop in het Bengaalse Mymenshingh. Hierbij komen 27 mensen om het leven. Een islamitische organisatie had principiële bezwaren tegen deze vorm van vermaak.
- 8 - Nederland verliest in de finale van het WK hockey voor vrouwen op strafballen van Argentinië.
- 13 - De Europese Unie stemt in met uitbreiding met tien landen met ingang van 1 mei 2004.

### zonder datum
- Ontwapeningscrisis van Irak in 2002
- Essence (merk) wordt opgericht

## Muziek

### Klassieke muziek
- 25 januari: eerste uitvoering van Ardor van Erkki-Sven Tüür
- 25 januari: eerste uitvoering van Altvioolconcert nr. 2 van Sally Beamish
- 6 februari: eerste uitvoering van Parada van Magnus Lindberg
- 25 februari: eerste uitvoering van American berserk van John Adams
- 8 maart: eerste uitvoering van Mumien van Thomas Larcher
- 8 maart: eerste uitvoering van Lied van de aarde van Kalevi Aho (begrafenis)
- 9 maart: eerste uitvoering van het Celloconcert nr. 2 van Leonardo Balada
- 9 mei: eerste uitvoering van het Pianoconcert van Krzysztof Penderecki
- 19 mei: eerste uitvoering van Symfonie nr. 7 van William Bolcom
- 13 juni: eerste uitvoering van My illness is the medicine I need van Thomas Larcher
- 13 september: eerste uitvoering van Dionisio: In memoriam van Leonardo Balada
- 15 september: eerste uitvoering van het Celloconcert van Paul Patterson
- 19 september: eerste uitvoering van On the Transmigration of Souls van John Adams
- 5 oktober: eerste uitvoering van Concerto in Azzurro (celloconcert) van David Matthews
- 17 oktober: eerste uitvoering van de opera Thora på Rimol uit 1894 van Hjalmar Borgstrøm
- 27 oktober: eerste uitvoering van de Sonate voor twee accordeons van Kalevi Aho
- 12 december: eerste uitvoering van Symfonie nr. 4 van Erkki-Sven Tüür

## Beeldende kunst

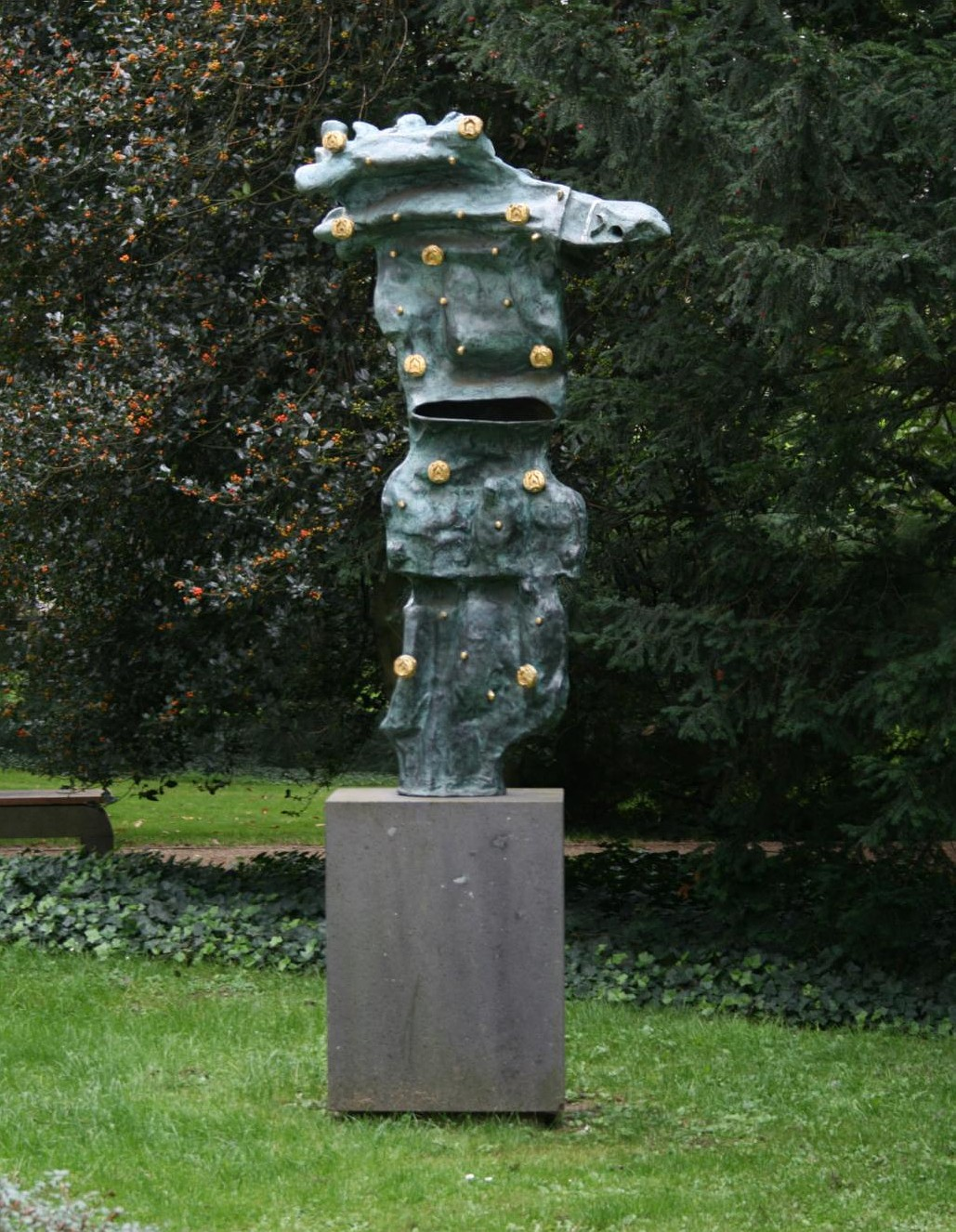
Sculptuur Chaosmos (2002) Roberto Matta, Viersen, Duitsland
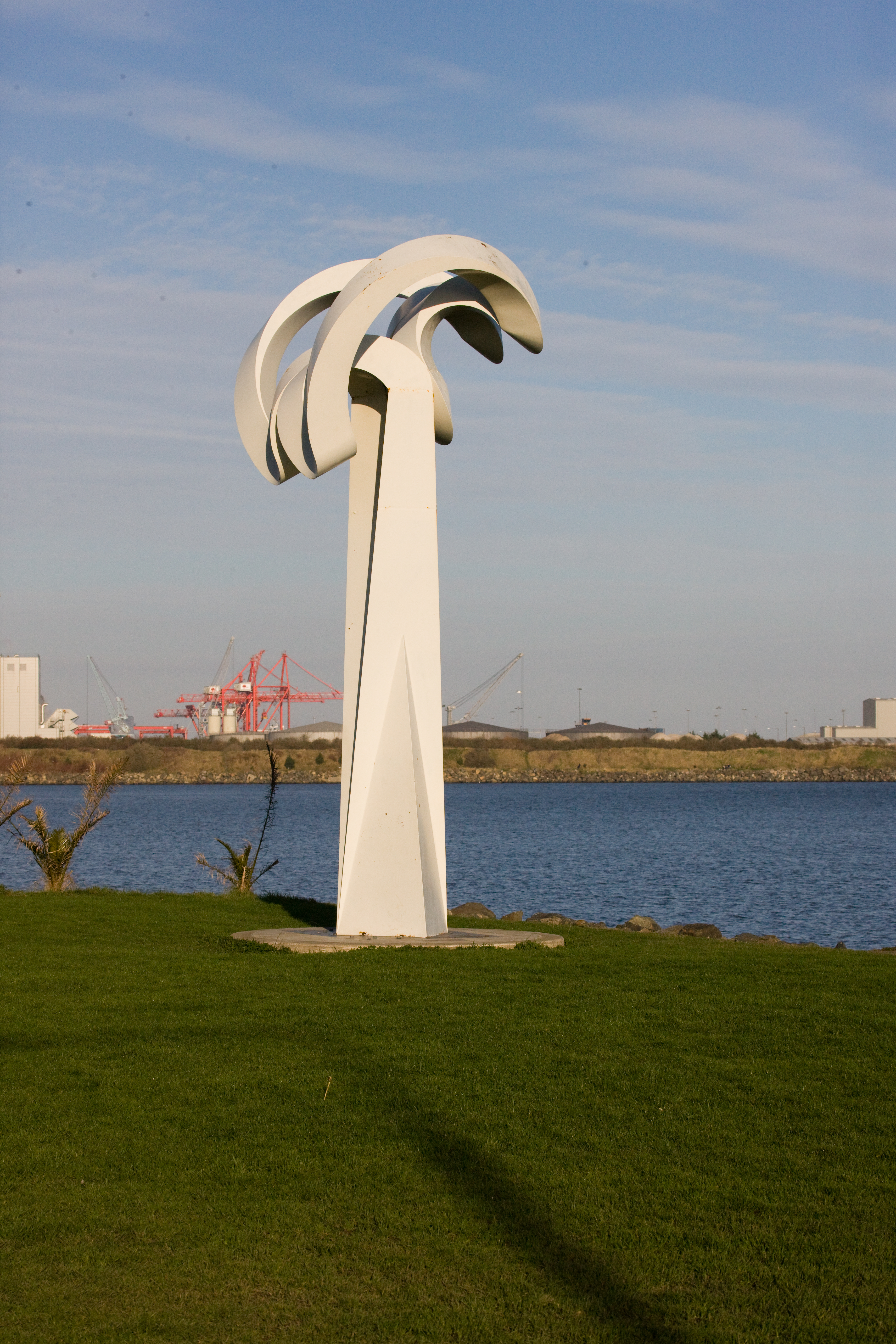
Awaiting the Mariner (2002) Enrique Carbajal González, Dublin

## Bouwkunst
- De nieuwe Nederlandse ambassade in Berlijn, ontworpen door de architect Rem Koolhaas wordt bouwkundig opgeleverd.

## Weerextremen
In het noordelijk halfrond was 2002 het warmste jaar uit de geschiedenis, met 0,76 °C meer dan gemiddeld.

### België
- 27 januari: hoogste etmaalgemiddelde temperatuur ooit op deze dag: 11,2 °C en hoogste maximumtemperatuur: 12,2 °C.
- 28 januari: hoogste etmaalgemiddelde temperatuur ooit op deze dag: 12,5 °C.
- 30 januari: hoogste maximumtemperatuur ooit op deze dag: 13,6 °C.
- 2 februari: hoogste etmaalgemiddelde temperatuur ooit op deze dag: 12,9 °C en hoogste maximumtemperatuur: 15,4 °C.
- 20 februari: hoogste etmaalsom van de neerslag ooit op deze dag: 31 mm. Dit is de natste dag ooit in de maand februari.
- februari: februari met hoogste neerslagtotaal: een neerslagtotaal met 167,8 mm (normaal 52,9 mm).
- 5 mei: hoogste etmaalsom van de neerslag ooit op deze dag: 16 mm.
- 5 juni: hoogste etmaalsom van de neerslag ooit op deze dag: 28 mm.
- 17 juni: hoogste etmaalgemiddelde temperatuur ooit op deze dag: 24,5 °C en hoogste maximumtemperatuur: 31,8 °C.
- 18 juni: hoogste etmaalgemiddelde temperatuur ooit op deze dag: 27,8 °C en hoogste maximumtemperatuur: 31,7 °C.
- 20 juni: hoogste etmaalsom van de neerslag ooit op deze dag: 19 mm.
- 30 juli: hoogste etmaalgemiddelde temperatuur ooit op deze dag: 25,9 °C en in Gomery (Virton) viel er tijdens een onweer op één uur tijd 116 mm neerslag.
- 6 augustus: hoogste etmaalsom van de neerslag ooit op deze dag: 22 mm.
- 24 augustus: hoogste etmaalsom van de neerslag ooit op deze dag: 41 mm.
- 27 augustus: hoogste etmaalsom van de neerslag ooit op deze dag: 22 mm.
- 27 oktober: een felle storm raast over het land. De winden bereiken een snelheid tot 133 km/u in Middelkerke.
- 27 december: hoogste etmaalgemiddelde temperatuur ooit op deze dag: 11,3 °C.
- Jaarrecord: Na 2001 natste jaar: neerslag 1077 mm (normaal 804,8 mm).[1]